# Palazzo Uguccioni
Palazzo Uguccioni si trova in piazza della Signoria a Firenze e, dopo Palazzo Vecchio, è uno dei più importanti palazzi affacciati sulla piazza.

## Storia
Fu costruito, modificando delle preesistenze, per il committente Giovanni Uguccioni a partire dal 1550 e i lavori probabilmente si protrassero non oltre il 1559, anno della morte del committente.
Le notizie sulle vicende costruttive del palazzo sono alquanto scarse. L'unico dato certo è che i disegni di progetto erano giunti materialmente da Roma prima del luglio 1549, quando il committente li portò a corte per ricevere un autorevole appoggio alla sua impresa edificatoria. I disegni, da quanto risulta in una lettera del 1549 di Girolamo degli Albizzi recapitata a Cosimo I, erano stati consegnati dall'Uguccioni a uno scarpellino per fare una stima dei lavori. Tuttavia il legnaiolo Mariotto di Zanobi Folfi aveva realizzato un modello della facciata in legno, che risulta essere già costruito nell'agosto del 1551. L'attribuzione del progetto della facciata, fatta da alcuni a Mariotto Folfi, è legata a questo fatto, ma egli non ne fu probabilmente il progettista; tuttavia si può ipotizzare che egli abbia potuto avere pratica di cantiere e che quindi possa avere avuto un ruolo durante la costruzione seguendo più o meno direttamente i lavori del palazzo.
Le fonti cinquecentesche tacciono dell'edificio; questo confermerebbe un sostanziale disinteresse dell'ambiente artistico fiorentino verso il palazzo a quel tempo. Interesse che inizierà verso la metà del XVIII secolo a seguito dell'attribuzione dell'opera a Michelangelo.
Nel 1681 Filippo Baldinucci non confermò l'attribuzione e nel 1722 Ferdinando Ruggeri pubblicò una serie di rilievi della facciata. Il palazzo comunque continuò a essere attribuito oltre che a Michelangelo anche a Palladio. Altre attribuzioni, più recenti, sono state fatte a Bartolomeo Ammannati o Raffaello da Montelupo. Ma l'attribuzione che più di tutte è stata proposta è quella legata al nome di Raffaello, con un apporto più o meno diretto.
Nel XIX secolo fu utilizzato come sede della banca di Emanuele Fenzi.
Dal 1995 al 2003 è stato oggetto di un intervento di restauro conservativo teso al riuso funzionale della parte monumentale e delle parti meno nobili ,  redatto dagli architetti Alfredo Signorini e Umberto Tirinnanzi e la Sovrintendenza delle Belle Arti di Firenze.

## Descrizione
L'originale architettura di forme classicheggianti presenta affinità con i modelli romani di Bramante e Raffaello, già superati a Roma dai modelli sangalleschi o michelangioleschi, ma assolutamente nuovi a Firenze, dove comunque le scelte formali di palazzo Uguccioni non ebbero seguito.
Molto evidente la derivazione quasi pedissequa (a parte la presenza del secondo piano) con lo scomparso palazzo Caprini di Bramante e con il palazzo Vidoni Caffarelli, da esso derivato e attribuito a Raffaello. In effetti al momento della costruzione, il palazzo era il solo edificio privato a Firenze a esibire in facciata le colonne degli ordini architettonici in rilievo e ha sempre destato l'interesse degli studiosi.
L'importanza data all'architettura della facciata del palazzo è da porsi in relazione con la sistemazione di piazza della Signoria voluta da Cosimo I, il quale certamente agevolò la sua costruzione fin dalla fase della difficoltosa e controversa acquisizione dell'area da parte di Giovanni Uguccioni. L'edificio infatti aumentava il decoro ed il prestigio della piazza su cui affacciava il palazzo dove il granduca risiedeva. L'ambizioso Uguccioni ottenne infatti di poter costruire il proprio palazzo leggermente più sporgente rispetto a quelli adiacenti, con gravi controversie durante la costruzione con i confinanti, appianate dalla corte; questo, forse, perché l'edificio doveva marcare l'angolo su via de' Cerchi, dopo l'eventuale demolizione dell'edificio adiacente (case dei dell'Antella).
Si trattò in effetti di un'operazione quasi esclusivamente di facciata; infatti all'interno, a esclusione forse di pochi ambienti a volta al piano terra e della scala, si trattò di riadattare edifici esistenti accorpati; i livelli interni sono abbastanza indipendenti dai piani mostrati dalla facciata, il cui tratto più alto era totalmente apparente, e proseguiva oltre il corpo di fabbrica.

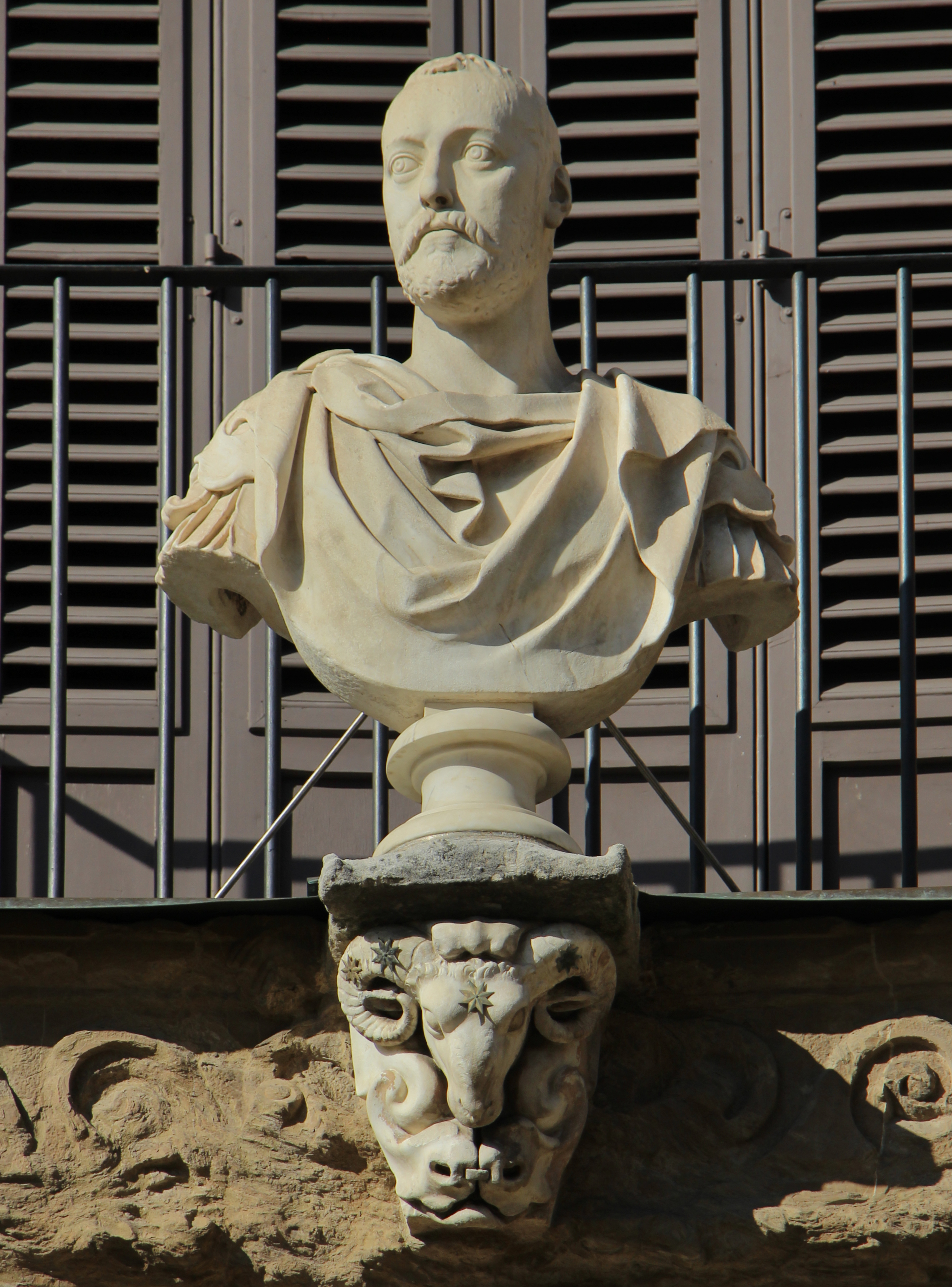
Il busto di Francesco I, di Giovanni Bandini

Il pian terreno è caratterizzato da un bugnato piuttosto alto, in cui i conci perfettamente delineati disegnano tre arcate. Tale bugnato per il quale sono stati proposti paralleli con esempi romani e veneziani (Sansovino), è realizzato in pietraforte, come il resto della facciata. Il basamento costituito dal piano terra è sormontato da due ordini sovrapposti di semicolonne binate, ioniche (primo livello) e corinzie (secondo livello), secondo una classica successione, in cui il bugnato ha preso il posto del dorico.
Le alte basi delle colonne sono finemente scolpite con le insegne e gli stemmi della famiglia: l'ancora e lo scalandrone, una sorta di doppio rastrello che secondo la tradizione rappresenterebbe la scala usata da un Uguccioni, detto perciò Scalandroni, per assaltare le mura del nemico. La facciatà è incompleta: infatti manca il fregio e la cornice dell'ordine corinzio che la dovevano concludere in alto.
Sopra il portone d'ingresso campeggia il busto di Francesco I de' Medici, opera di Giovanni Bandini, ma un tempo attribuito al Giambologna, fatto apporre da Benedetto Uguccioni, fratello ed erede di Giovanni, in segno di devozione verso il granduca.